# Jongerentoerisme
Jongerentoerisme is toerisme beoefend door jongeren. Dit kenmerkt zich vaak door de bestemming, de activiteiten, de accommodatie en door de keuze van het vervoermiddel. Typisch is dat de groep slechts uit jongeren bestaat, die in veel gevallen 'voor het eerst zonder de ouders op vakantie gaan'. Omdat goedkope vervoermiddelen en accommodatie vaak massaal zijn, wordt jongerentoerisme nogal eens geassocieerd met massatoerisme.
Ook zomerkampen en jongerentoers, georganiseerd door onder andere het WNF en de YMCA, kunnen als jongerentoerisme worden gezien. Dit is echter wezenlijk anders dan de andere vormen van jongerentoerisme, wegens de aanwezigheid van begeleiders.

## Accommodatie en vervoer
Aangezien jongeren vaak een lager budget hebben en bovendien weinig kieskeurig zijn, zijn zowel accommodatie als vervoer meestal low-budget. Vervoermiddelen zijn meestal de auto, een groepsreis met de bus en soms de fiets of de trein. Wanneer het vliegtuig wordt gebruikt, gebruikt men meestal prijsvechters als Ryanair. Ook de accommodatie is vaak low-budget: men verblijft meestal op campings, in jeugdherbergen of pensions. Dit zal de meeste jongeren weinig uitmaken daar ze toch slechts in hun accommodatie komen om te slapen.

## Bestemmingen en activiteiten
Badplaatsen zijn meestal populaire bestemmingen voor jongeren. Ze kunnen er naar het strand gaan en meestal ook flink uit gaan. Dit gaat in sommige gevallen gepaard met veel alcoholgebruik en seksuele avontuurtjes. Veelal worden de dagen slapend op het strand doorgebracht en gaat men 's nachts feesten.
Actievere jongeren zullen echter de voorkeur hebben voor niet-stedelijke gebieden, bijvoorbeeld een survival in de Ardennen. Het in de buitenlucht ondernemen van activiteiten staat hier voorop. Anderen maken liever een tocht door verschillende streken of landen als rugzaktoeristen. Rugzaktoeristen blijven meestal langere tijd weg en verrichten soms ter plekke werk om hun budget aan te vullen. 
Hoewel wintersporten duurder is komt het ook vaak voor dat de jongeren samen op wintersportvakantie gaan. Hoewel skiën voor de meesten hierin de hoofdrol vervult, is meestal ook de après-ski belangrijk. Veel wintersportplaatsen, met name in Oostenrijk, zijn op jongeren ingericht en hebben een ruim aanbod aan uitgaansgelegenheden. Bovendien is Oostenrijk over het algemeen betaalbaarder voor jongeren. 
Een andere categorie zijn de stedentrips. Hier betreft het meestal kortere tripjes, bijvoorbeeld een lang weekend, naar een grote stad op enkele honderden kilometers afstand. Hier is het culturele element belangrijker, bijvoorbeeld door middel van museumbezoek. Anderen gaat het weer puur om het uitgaan, zoals de Britse 'male vertical drinkers' die Amsterdam bezoeken.

## Kritiek
Jongerentoerisme staat ook aan kritiek bloot, versterkt door actualiteitenprogramma's en een aantal incidenten met alcohol.
Vaak is deze afkomstig van bezorgde ouders en richt deze zich op het veronderstelde hoge alcoholgebruik door jongeren. Naast de gevaren van de dosis op zichzelf is men bang dat jongeren onder invloed roekeloze dingen doen of seksueel gaan experimenteren, met eventueel letsel, zwangerschap of een SOA tot gevolg. Ook is men bang dat er wellicht wordt geëxperimenteerd met drugs. Ouders staan dan ook in veel gevallen huiverig tegenover om hun kinderen alleen met vakantie te laten gaan.
Ook zijn ook de bewoners van toeristenoorden niet altijd even blij met de jongeren. Ze zouden geen rekening houden met andere toeristen en zich, met name onder invloed, aanstootgevend gedragen. Voorbeelden zijn geluidsoverlast midden in de nacht, overgeven op de vloer, vandalisme en rommelmakerij, vechtpartijen, of seksueel gedrag in de nabijheid van ouders met kleine kinderen. Soms worden de verblijfsruimtes bijna letterlijk 'uitgewoond' en moet de eigenaar schoonmaakkosten maken of kan hij de ruimte niet meer (direct) aan de volgende gasten verhuren. Een andere bron van publieke ergernis zijn condooms die worden achtergelaten na een vrijpartij op het strand. Dergelijke herhaalde incidenten zouden het hotel of de bestemming een slechte reputatie kunnen geven.
Toeristenlanden en -steden hebben dan ook in sommige gevallen maatregelen tegen de overlast genomen. Rommelmakerij, vandalisme, openbare dronkenschap en onzedelijk gedrag ('sex on the beach') worden in veel gevallen met forse boetes van minstens enkele honderden euro's bestraft. Daarbij kan ook een ieder die met drugs wordt betrapt (ook zogenaamde 'soft drugs') rekenen op strafvervolging waarbij hoge boetes en lange celstraffen worden geëist.